# Труш, Владимир Любомирович
Влади́мир Любоми́рович Труш (укр. Володимир Любомирович Труш; род. 12 апреля 1980, село Лучинцы, Рогатинский район, Ивано-Франковская область) — украинский предприниматель, государственный служащий.
Председатель Тернопольской областной государственной администрации с 19 марта 2020 по 28 декабря 2023 года.

## Биография
В 2002 году окончил Национальный университет «Львовская политехника» по специальностям «Финансы» (магистр экономики и предпринимательства) и «Филология» (бакалавр филологии). В 2019 году окончил Дубенский филиал Открытого международного университета развития человека «Украина» (бакалавр права).
Он работал в органах налоговой милиции государственной налоговой администрации в Ивано-Франковской области (2002—2008), главным специалистом службы безопасности и директором ООО «Игромир» (2008—2009), помощником-консультантом народного депутата Украины (2010), частным предпринимателем (2016—2019), директором ООО «АВТ-Запад» (2019).

## Политическая деятельность
С 28 ноября 2019 по 19 марта 2020 года — глава Рогатинской районной государственной администрации Ивано-Франковской области.
18 марта 2020 года Кабинет Министров поддержал назначение Труша на должность председателя Тернопольской ОГА.